# (9603) 1991 VG2
A (9603) 1991 VG2 a Naprendszer kisbolygóövében található aszteroida. Ueda Szeidzsi és Kaneda Hirosi fedezte fel 1991. november 9-én.